# Suszec
Suszec (deutsch Sussetz) ist ein oberschlesisches Dorf in der Woiwodschaft Schlesien in Polen. Suszec ist Sitz der Gmina Suszec. Im Dorf befindet sich das Kohlebergwerk Krupiński, welches seit 1983 Steinkohle fördert. Im Jahr 2017 wurde das Bergwerk geschlossen.
Am 19. Oktober 2004 entschied der Vorstand der Woiwodschaft die erste Auflage des Wettbewerbs "Schönes Dorf der Woiwodschaft Schlesien", in dem Suszec gewonnen und das schönste Dorf der Woiwodschaft Schlesien ist.

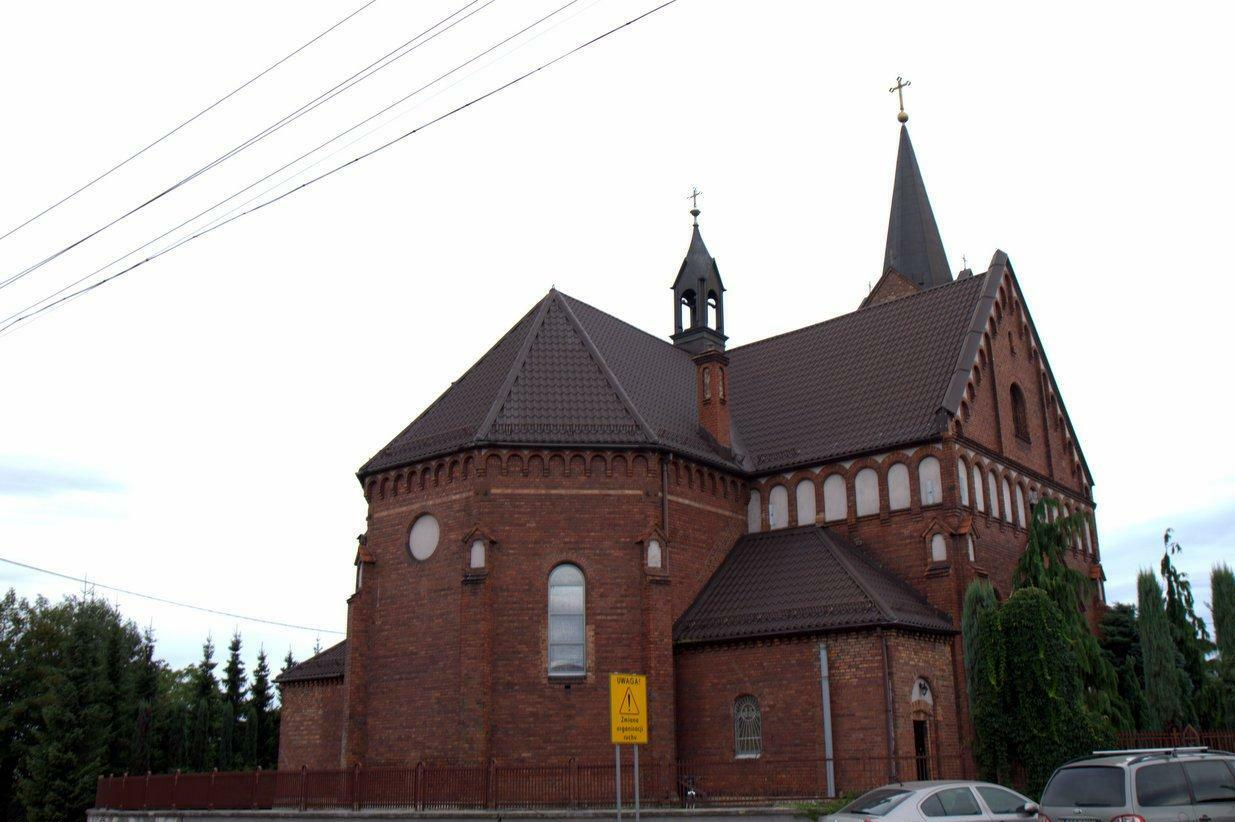
Heiliger Stanisław Kirche in Suszec
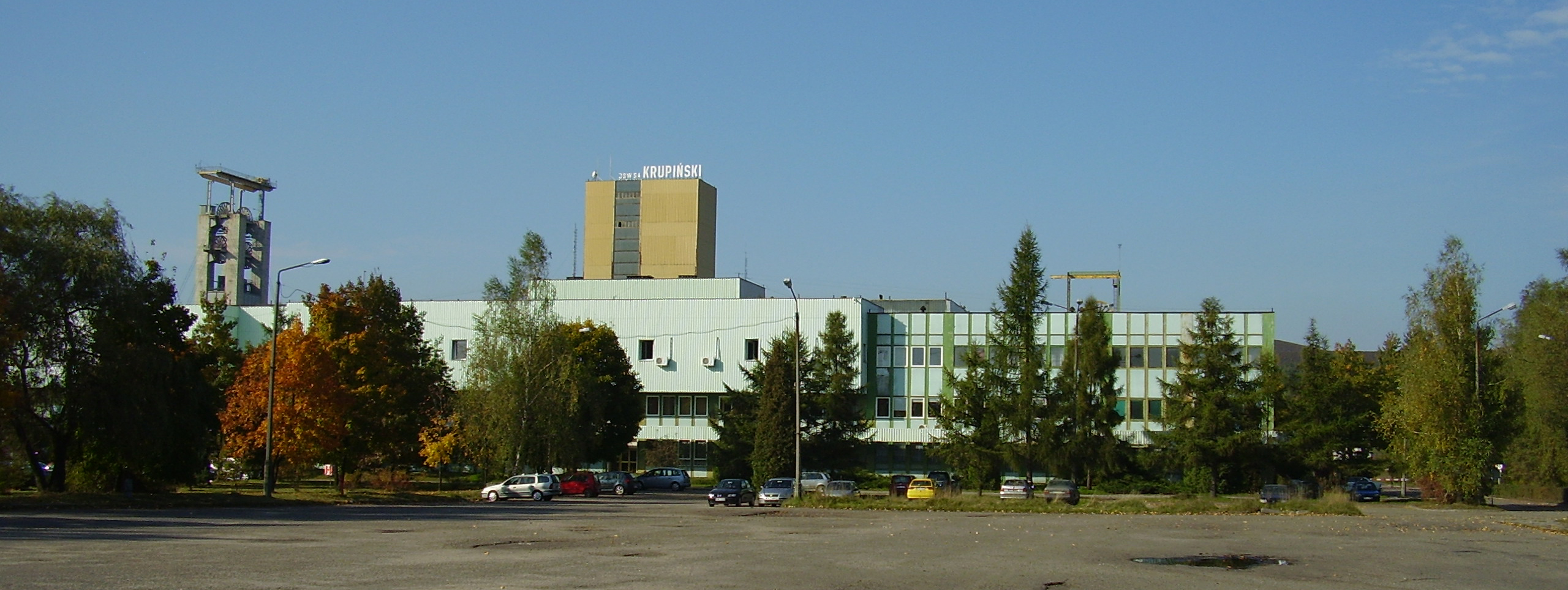
Kohlebergwerk Krupiński

## Geschichte
Der Ort wurde erstmals urkundlich als die Pfarrei Susechz im Peterspfennigregister des Jahres 1326 im Dekanat Auschwitz des Bistums Krakau erwähnt.
Der Ort liegt am westlichen Rand des Teilgebiets Oberschlesiens, das bis 1177/1178 zu Kleinpolen bzw. zum Herzogtum Krakau gehörte und dann zum Herzogtum Ratibor, das von den Schlesischen Piasten regiert wurde. Aus dieser Zeit rührte die bis 1821 bestehende Zugehörigkeit zum Bistum Krakau (danach im Bistum Breslau, ab 1925 im Bistum Katowice).
Das Herzogtum Oppeln-Ratibor wurde 1281 nach dem Tod von Wladislaus I. von Oppeln geteilt und am Ende verblieb Suszec weiterhin beim Herzogtum Ratibor. 1327 übergab Herzog Lestko sein Herzogtum als ein Lehen an die Krone Böhmen. Nach dem Tod des Herzogs Lestko 1336 fiel es zusammen mit dem Herzogtum Ratibor als erledigtes Lehen an Böhmen. 1337 übertrug der böhmische König Johann von Luxemburg das Herzogtum Ratibor wiederum als ein Lehen an Nikolaus II. von Troppau, der dem Troppauer Zweig der Přemysliden entstammte. Dessen ältester Sohn Johann I. erhielt 1365 als Alleinerbe das Herzogtum Ratibor und begründete die Přemyslidische Stammlinie Troppau-Ratibor.
Im späteren 15. Jahrhundert in der Zeit des ungarisch-böhmischen Kriegs wurde die Umgebung von Pless vom Teschener Herzog Kasimir II. beherrscht. Am 21. Februar 1517 wurde das Dorf Sussecz (das Verkaufsdokument war tschechischsprachig) mit der Freien Standesherrschaft Pleß von Kasimir II. an Alexius von Thurzo verkauft.
Nach dem Tod des Königs Ludwig II. gelangte die Krone Böhmen und damit auch Schlesien 1526 an die Habsburger. Sie waren Landesherren von Schlesien in ihrer Eigenschaft als Könige von Böhmen. In der Zeit nach der Reformation konnte der Krakauer Archidiakons Krzysztof Kazimirski im Jahr 1598 das Villa Susiecz nicht visitieren, weil die Kirche in den Händen der Lutheraner war.
Nach dem Ersten Schlesischen Krieg und dem Vorfrieden von Breslau fiel das Dorf mit dem größten Teil Schlesiens an Preußen. Ab 1816 gehörte es zum Kreis Pleß, mit dem es bis 1922 verbunden blieb.
In der Volksabstimmung in Oberschlesien über die künftige Zugehörigkeit Oberschlesiens vom Jahre 1921 votierten 592 von 735 Wählern für Polen, 139 Stimmen votierten für Deutschland.
Nach der polnischen Annexion Ostoberschlesiens 1922 gehörte Suszec zu Polen. Unterbrochen wurde dies nur durch die Besetzung Polens durch die Wehrmacht im Zweiten Weltkrieg.
Ab dem Jahr 1950 gehörte es zur Woiwodschaft Katowice.

## Gemeinde
Zur Landgemeinde Suszec gehören sechs Ortschaften mit einem Schulzenamt: Kobielice (Kobielitz), Kryry (Krier), Mizerów (Miserau), Radostowice (Radostowitz), Rudziczka (Riegersdorf) und Suszec (Sissetz).

## Partnerstädte
- Novoť, Slowakei
- Zákamenné, Slowakei[10]